# Alain Plantey
Alain Plantey, né le 19 juillet 1924 à Mulhouse et mort le 3 mars 2013 à Saint-Cloud, est un juriste français, ancien président de l'Académie des sciences morales et politiques, ambassadeur de France et conseiller d'État.

## Biographie
Le père d'Alain Plantey était Conservateur du musée de Mulhouse et sa mère appartenait à une ancienne famille protestante et patriote de la vallée de Thann, qui avait notamment donné deux sénateurs à la République, dont Auguste Scheurer-Kestner qui était vice-président de la Haute Assemblée lors de l'affaire Dreyfus dont il fut un vif défenseur. 
Alain Plantey est licencié ès lettres, ancien élève de l'École nationale d'administration et docteur en droit.
Il participe à la Résistance, dans le réseau OCM (Organisation civile et militaire) de Bordeaux.
En 1950, il devient auditeur au Conseil d'État, et en 1956 maître des requêtes à la section du contentieux. Il y demeure jusqu'en 1958.
Il est conseiller juridique auprès du secrétariat des conférences du ministère des Affaires étrangères (1950-1954), puis de l'OCE (1955-1956).
Il est membre de la délégation française à l'Assemblée générale des Nations unies.
Il devient conseiller technique au cabinet de Bernard Cornut-Gentille, ministre de la France d'outre-mer (1958-1959).
En 1959, il devient conseiller à la présidence de la Communauté (1959-1961), puis adjoint au secrétaire général à la présidence de la République pour les affaires africaines et malgaches (1961-1967).
Il fonde en 1964 l'Institut international de droit d'expression française.
En 1967, il devient ambassadeur de France à Madagascar, avec qualité de Haut Représentant (défense dans l'Océan Indien), jusqu'en 1972.
Il devient chef du secrétariat international puis vice-président du Comité permanent des armements, responsable du siège parisien de l'Union de l'Europe occidentale (1972-1982).
En 1974, il devient conseiller d'État. Il préside la Commission de recours de l'Agence de coopération culturelle et technique. En 1981, il est nommé membre de son conseil consultatif.
En 1983, il est élu à l'Académie des Sciences Morales et Politiques (section législation et droit public) et lors de la cérémonie du jubilé, il rend hommage dans son discours au philosophe alsacien, Pierre-Maxime Schuhl, auquel il doit son élection.
En 1988, il est élu président de la Cour internationale d'arbitrage par le conseil de la Chambre de commerce internationale (1988-1997).
Il est membre du Conseil international de l'arbitrage en sports à Lausanne (CIAS), du Conseil international de l'arbitrage (ICCA) et de l'Académie des arts de la rue.
En 1996, il préside l'Institut de France et l'Académie des Sciences Morales et Politiques.
En 1998, il est élu président d'honneur de la Conférence nationale des académies des sciences, lettres et arts de province, où, à ce titre, il représente le chancelier de l'Institut de France.
Il donne des cours et conférences à l’ENA, à l’École polytechnique, à l’Institut des hautes études de la défense nationale, à l'École supérieure de guerre, aux facultés de droit de Paris et de province, à l’Institut d'études politiques de Paris, à l’Institut international d’administration publique.
Il donne des cours et des conférences au Canada, au Brésil, au Vietnam, au Cambodge, au Maroc, en Grèce, en Hongrie, en Chine, au Mali, en Algérie, en Allemagne, en Guinée, en Bulgarie, en Pologne, en Syrie, au Liban et en Turquie.
Il est membre du Comité d’études de défense nationale et du comité directeur de la Revue défense nationale et membre des comités de rédaction de la Revue administrative, de la revue Indépendance et coopération, de la Revue de droit international privé (Clunet) et du recueil Penant.
Il est membre de l'Académie d'Athènes et de l'Académie de Roumanie.
Il est administrateur de la Fondation Charles-de-Gaulle.
Il est président du jury du Prix "Espoir" décerné par la Fondation Charles de Gaulle.
Il a présidé l'Association des anciens élèves de l'École nationale d'administration[Quand ?].

## Œuvres
- La justice répressive et le droit pénal chrétien, 1951.
- Au cœur du problème berbère : la justice coutumière marocaine, 1952.
- La réforme de la justice marocaine : justice makhéen, justice berbère, 1953.
- La formation et le perfectionnement des fonctionnaires nationaux et internationaux, 1954.
- Traité pratique de la fonction publique, 1955.
- La Communauté, 1960.
- Prospective de l'État, 1975.
- Droit et pratique de la fonction publique internationale, 1977.
- De Gaulle et le service de l'État (coll.), 1977
- Réformes dans la fonction publique, 1978.
- La négociation internationale : principes et méthodes, 1980-1994.
- The International Civil Service, Law and Management, 1981.
- Derecho y pratica de la funcion publica internacional y europea, 1981.
- De la politique entre les États : principes de diplomatie, 1987-1990.
- La fonction publique, traité général, 1992-2001.
- Tratado de derecho dilomatico, 1992.
- De Gaulle et les médias, Colloque, 1992, Institut Charles-de-Gaulle, 1994
- L'internationalité dans les institutions et le droit : convergences et défis : études offertes à Alain Plantey, 1995.
- Principes de la diplomatie, 2000.
- La négociation internationale au XIXe siècle, 2002.
- La preuve devant le juge administratif, 2003, avec François-Charles Bernard.
- La fonction publique internationale, 2005.
- International Negotiation in the Twenty-first Century, 2006
- La fonction publique, 2012, avec Marie-Cécile Plantey

,,.